# Эйвазов, Горхмаз Абыш оглы
Горхмаз Абыш оглы Эйвазов (азерб. Qorxmaz Abış oğlu Eyvazov; 1 апреля 1967 года, Гюлебирд — 10 февраля 1994 года, Чоджук Марджанлы) — азербайджанский полицейский, старшина Внутренних войск МВД Азербайджана, участник Первой карабахской войны. Национальный герой Азербайджана.

## Биография

### Юность. Начало службы
Горхмаз Абыш оглы Эйвазов родился 1 апреля 1967 года в селе Гюлебирд Лачинского района Азербайджанской ССР. В 1974 году пошёл в первый класс школы родного села. В 1984 году окончил среднюю школу села Гюлебирд и поступил в профессионально-техническое училище № 127 Лачинского района.
В 1985 году был призван в ряды Советской армии. Во время военной службы на территории Украинской ССР окончил шестимесячные сержантские курсы. За годы службы был награждён почётными грамотами и нагрудным знаком. Получил удостоверение спортсмена первого разряда. В 1987 году окончив службу в армии и вернулся в родное село.
В 1988 году с началом Карабахского конфликта, Горхмаз Эйвазов присоединился к партизанскому отряду, созданному на территории Лачинского района.

### Первая карабахская война
В марте 1992 года Эйвазов поступил на работу в Лачинское районное отделение полиции. В годы Первой карабахской войны в качестве рядового сотрудника полиции принял участие в боях за сёла Газдереси, Суарасы и Мазутлу родного Лачинского района. Особо отличился Горхмаз Эйвазов в боях за гору Гызарты, где азербайджанцам удалось захватить один танк противника. 4 августа 1992 года армянские силы предприняли попытку взять гору Гызарты. В этом сражении Горхмаз Эйвазов получил ранение в руку.
Вылечившись, Эйвазов снова вернулся на фронт, отличился в боях на территории Физулинского района. За проявленную храбрость в ходе Горадизской операции в начале 1994 года, Горхмаз Эйвазов был назначен командиром роты.
10 февраля 1994 года в боях за село Чоджук Марджанлы Горхмазу Эйвазову удалось уничтожить значительное количество живой силы противника. В ходе этого сражения Эйвазов погиб.
На момент гибели был женат и являлся отцом двух детей. Похоронен на Аллее шахидов города Сумгаит.
Указом президента Азербайджанской Республики Гейдара Алиева № 262 от 15 января 1995 года старшине полиции Эйвазову Горхмазу Абыш оглы за личное мужество и отвагу, проявленные во время защиты территориальной целостности Азербайджанской Республики и обеспечения безопасности мирного населения было присвоено звание Национального героя Азербайджана (посмертно).

## Память
Больнице села Гюлебирд Лачинского района, родного села героя, было присвоено его имя.